# Tulipomania

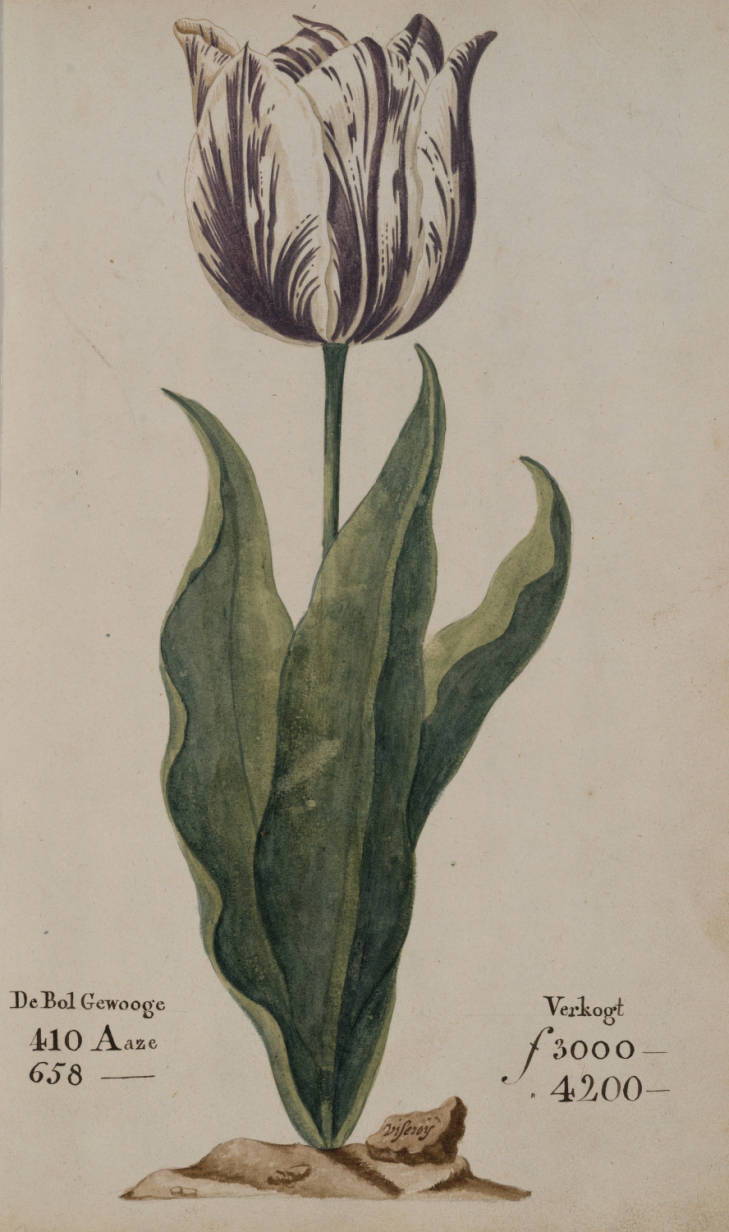
Una tulipa, coneguda com «el Virrei» (viseroij), tal com apareix al catàleg neerlandès Verzameling van een Meenigte Tulipaanen. El cost del bulb era d'entre 3.000 i 4.200 florins, segons la seva mida (aase). Per tenir una referència, a l'època un artesà experimentat cobrava uns 300 florins anuals.

La tulipomania fou l'eufòria especuladora que es produí als Països Baixos al segle xvii amb l'arribada de la tulipa i és un dels primers fenòmens especulatius de masses del qual es té notícia.
La tulipa és una planta de la família de les liliàcies originària de la zona del Mediterrani oriental. D'aquesta planta es coneixen unes 160 espècies, algunes més rares i apreciades que la resta. Arribà a l'Europa occidental des de Turquia, concretament a Anvers el 1562 i s'aprecià molt aquesta flor per la seva raresa i bellesa.
Es considera que es començaren a cultivar als Països Baixos el 1593 quan s'aconseguiren bulbs de tulipes capaces de viure en les condicions climàtiques d'aquella zona. A partir de llavors la seva valoració anà a l'alça i es veia com un senyal de prestigi la possessió de la planta.
Ja el 1623 un sol bulb de tulipa podia arribar a valdre 1000 florins neerlandesos, quan l'ingrés anual mitjà per persona era de només 150 florins. Durant la dècada de 1630 semblava que el seu preu pujaria il·limitadament i tot el país començà a invertir els seus diners en aquestes plantes. Per exemple, el 1635 hi ha registrada una compra de 40 bulbs de tulipa per les quals es pagaren 100.000 florins.
El 1636 s'establiren mercats per la venda de tulipes a la Borsa d'Amsterdam entre altres ciutats. Hi havia comerciants que feien immenses fortunes especulant amb els bulbs i aprofitant baixades i pujades en els preus per comprar i vendre respectivament. Hi havia qui venia la casa i les terres a preus infravalorats per tal de poder especular en el mercat de les tulipes. Es demanaven préstecs enormes garantits amb les tulipes. Fins i tot molts estrangers van arribar als Països Baixos per apuntar-se a aquell negoci que semblava no tenir límits, el que comportà una gran entrada de diners al país, que provocà que els preus dels articles de primera necessitat així com les cases i les terres incrementessin el seu preu.
Però com tot fenomen especulatiu, arriba un final. El 1637, algunes persones, sense causa coneguda, van vendre les tulipes que tenien i començaren a abandonar el negoci. Altres persones en veure que alguns venien, també ho feren, de manera que s'estengué el pànic, i així la resta de gent, que començaren una carrera desenfrenada per vendre i com més gent volia vendre, més queien els preus. De sobte, moltes persones es trobaren amb préstecs enormes a tornar i amb uns bulbs de tulipa que no valien pràcticament res.
Aquest fenomen provocà una depressió de l'economia neerlandesa que durà anys. Tot i això, el cultiu de les tulipes continuà als Països Baixos fins a l'actualitat, desenvolupant-se mercats per flors i bulbs, però sense l'eufòria especulativa dels inicis.

## Causes
Diversos factors expliquen l'origen de la tulipomania holandesa. D'una banda, l'èxit de la Companyia Holandesa de les Índies Orientals i la prosperitat comercial dels Països Baixos, i per un altre, el gust per les flors, especialment les exòtiques, que es van convertir en objecte d'ostentació i símbol de riquesa.
Al seu torn, i per raons que en aquell temps es desconeixien, les tulipes conreades a Holanda sofrien variacions en la seva aparença, naixent així les tulipes multicolors, irrepetibles, la qual cosa augmentava el seu exotisme i, per tant, el seu preu. Avui se sap que la causa d'aquest fenomen era un paràsit de la flor, el pugó, que transmet un virus a la planta conegut com a Tulip Breaking Potyvirus.

## Introducció de la tulipa a Europa

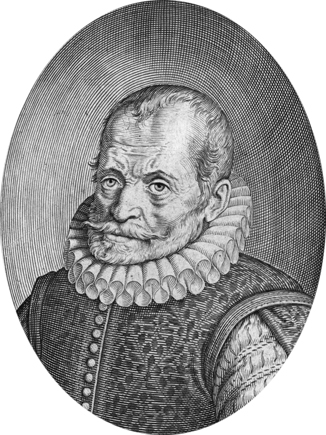
Charles de l'Écluse, conegut com Carolus Clusius, introductor de la tulipa als Països Baixos.

La tulipa va ser introduïda als Països Baixos en 1559, procedent de l'actual Turquia (en aquell temps, Imperi Otomà), on tenia connotacions sagrades i adornava els vestits dels sultans. De fet, la paraula tulipa procedeix del francès torben, deformació del turc tülbent, que significa turbant.
Encara que han estat trobades evidències de l'ús ornamental a l'Àndalus del segle XI que indiquen una introducció en Europa més remota en el temps, la versió tradicional atribueix la seva difusió a l'ambaixador austríac a Turquia, Ogier Ghislain de Busbecq, en el segle xvi. Ogier era un floricultor entusiasta, i quan va tornar a Europa el 1544 va portar amb ell alguns bulbs als Jardins Imperials de Viena. Més tard, en 1593, el destacat botànic Carolus Clusius va deixar la seva feina als Jardins Imperials per prendre un càrrec de professor de botànica en Leiden, Holanda, fins on va portar una col·lecció de bulbs de tulipes que van crear un gran interès i entusiasme.
Clusius va començar a conrear tulipes de varietats exòtiques: no obstant això, gelós de la seva col·lecció, els mantenia guardats. Però una nit algú va penetrar al seu jardí i va robar els seus bulbs. El sòl sorrenc holandès, guanyat al mar, va resultar ser l'idoni per al cultiu de la planta, i la tulipa es va estendre per tot el territori.
Per a molta gent les tulipes poden semblar inútils, sense olor ni aplicació medicinal, florint només una o dues setmanes a l'any. Però els jardiners holandesos apreciaven les tulipes per la seva bellesa, i molts pintors preferien pintar una d'aquestes flors abans que un quadre.

## L'alça de preu

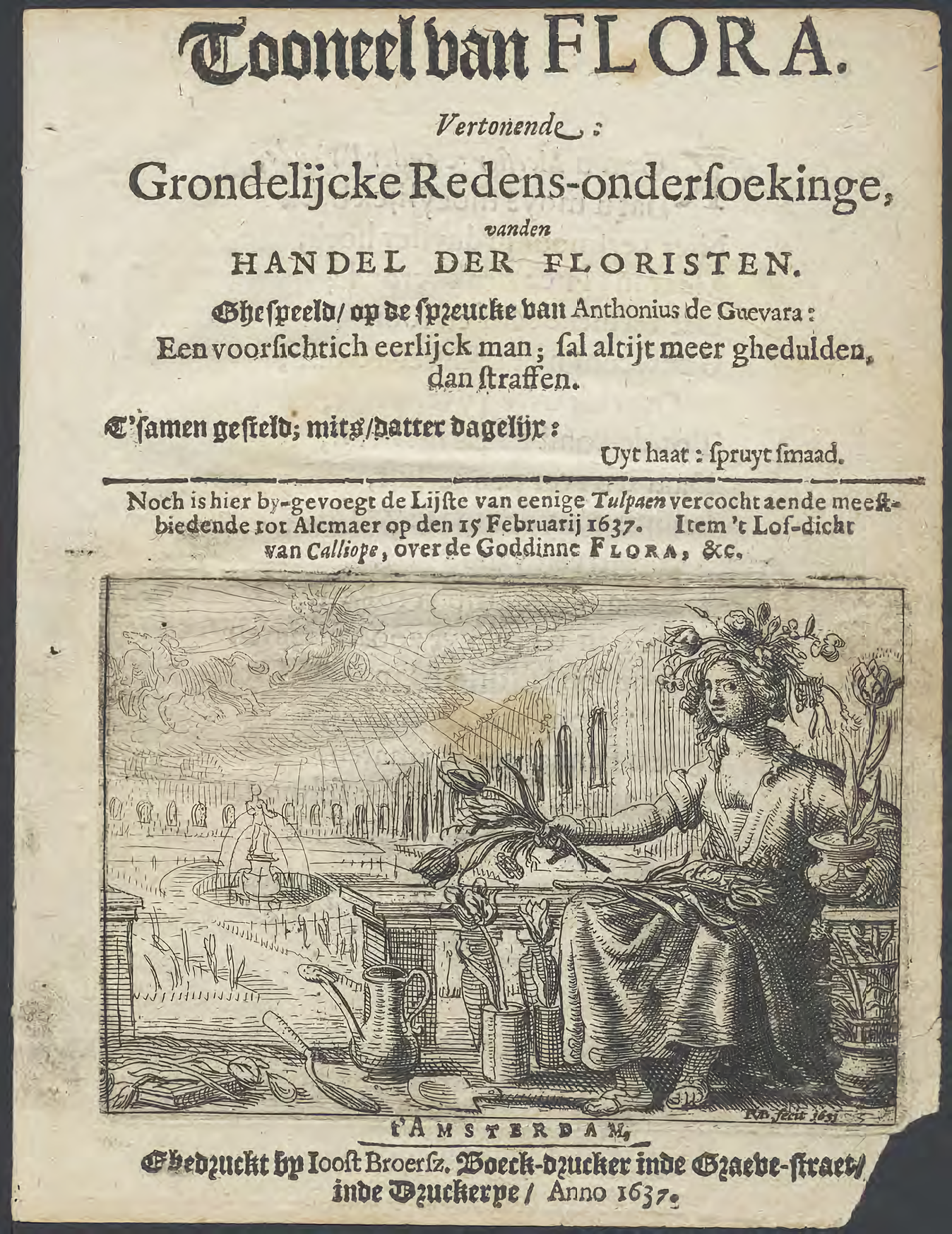
Pamflet sobre la tulipomanía imprès en 1637.

A pesar que es va intentar controlar el procés pel qual les tulipes monocromes es convertien en multicolors, els horticultors holandesos no van ser capaços, de manera que l'aleatori de l'exotisme va contribuir a elevar progressivament el preu de cada bulb. Les varietats més rares eren batejades amb noms de personatges il·lustres i almiralls de prestigi. En la dècada dels anys vint del segle xvii el preu de la tulipa va començar a créixer a gran velocitat. Es conserven registres de vendes absurdes: luxoses mansions a canvi de només un bulb, o flors venudes a canvi del salari de quinze anys d'un artesà ben pagat. En 1623 només un bulb podia arribar a valdre 1.000 florins neerlandesos: una persona normal a Holanda tenia uns ingressos mitjans anuals de 150 florins. Durant la dècada de 1630 semblava que el preu dels bulbs creixia il·limitadament i tot el país va invertir el que tenia en el comerç especulatiu de tulipes. Els beneficis van arribar al 500%.
En 1635 es van vendre 40 bulbs per 100.000 florins. A l'efecte de comparació, una tona de mantega costava 100 florins, i vuit porcs 240 florins. Un bulb de tulipa va arribar a ser venut pel preu equivalent a 24 tones de blat. El record de venda ho va batre el Semper Augustus: 6.000 florins per només un bulb, en Haarlem.
En 1636 es va declarar una epidèmia de pesta bubònica que va delmar a la població holandesa. La falta de mà d'obra va multiplicar encara més els preus, i es va generar un irresistible mercat alcista. Tal va ser la febre, que es va crear un mercat de futurs, a partir de bulbs encara no recol·lectats. Aquest fenomen va ser conegut com a windhandel, "negoci d'aire", i es va popularitzar sobretot en les tavernes de les petites ciutats, a pesar que un edicte estatal de 1610 havia prohibit el negoci per les dificultats d'execució contractual que generava. Malgrat la prohibició, els negocis d'aquest tipus van continuar entre particulars. Els compradors s'endeutaven i s'hipotecaven per adquirir les flors, i va arribar un moment en què ja no s'intercanviaven bulbs sinó que s'efectuava una autèntica especulació financera mitjançant notes de crèdit. Es van publicar extensos i bells catàlegs de vendes, i les tulipes van entrar en la borsa de valors. Totes les classes socials, des de l'alta burgesia fins als artesans, es van veure implicats en el fenomen.
Charles Mackay explica una història de l'època:

Evolució del preu de la tulipa a Holanda entre 1636 (12 de novembre) i 1637 (1 de maig).

| « | Un ric mercader havia pagat 3.000 florins per una rara tulipa Semper Augustus, i aquest va desaparèixer del seu dipòsit. Després de buscar-ho va veure un mariner (que havia confós el bulb amb una ceba) menjant-se la tulipa. El mariner va ser detingut immediatament i condemnat a sis mesos de presó. | » |

## Final de la bombolla
En 1637, el 5 de febrer, un lot de 99 tulipes de gran raresa es va vendre per 90.000 florins: va ser l'última gran venda de tulipes. L'endemà es va posar a la venda un lot de mig quilo per 1.250 florins sense trobar-se comprador. Llavors la bombolla va esclatar. Els preus van començar a caure en picat i no va haver-hi manera de recuperar la inversió: tothom venia i ningú comprava. S'havien compromès enormes deutes per comprar flors que ara no valien gens. Les fallides es van succeir, i es creia que la crisi hauria colpejat totes les classes socials. També es va creure durant anys que la falta de garanties d'aquest curiós mercat financer, la impossibilitat de fer front als contractes i el pànic van portar a l'economia holandesa a la fallida, però fou un relat fals del periodista escocès Charles Mackay amb el seu llibre Popular Delusions and ther Madness of Crowds" publicat el 1841, i que es basà en el científic alemany Johan Beckman i el seu llibre també fantasiós A History of Inventions, Discoveries, and Origins".
L'any 2008, la investigadora Anne Goldgar, al seu treball Tulipmania: Money, Honor, and Knowledge in the Dutch Golden Age desmentí que la crisi afectés a totes les capes de la societat, si no bàsicament els mercaders i artesans, que també especulaven amb obres d'art, i sobretot als jardiners que cultivaven aquestes tulipes. També desmentí altres mites com que l'economia neerlandesa fes fallida per aquesta crisi.